# Виборчий округ 30
Виборчий округ 30 — виборчий округ в Дніпропетровській області. В сучасному вигляді був утворений 28 квітня 2012 постановою ЦВК №82 (до цього моменту існувала інша система виборчих округів). Окружна виборча комісія цього округу розташовується в будівлі Кам'янської міської ради за адресою м. Кам'янське, майдан Петра Калнишевського, 2.
До складу округу входять Дніпровський і Південний райони, частина Заводського району (територія на північ та на схід від вулиці Айвазовського та проспекту Василя Стуса) міста Кам'янське. Виборчий округ 30 межує з округом 28 на сході, з округом 40 на заході та з округом 29 на півночі і на півдні. Виборчий округ №30 складається з виборчих дільниць під номерами 120948-121021, 121028, 121030, 121036-121038 та 121040-121043.

## Народні депутати від округу
| Ім'я                            | Фото | Партія               | Скликання | Дата набуття повноважень | Дата припинення повноважень |
| ------------------------------- | ---- | -------------------- | --------- | ------------------------ | --------------------------- |
| Гузенко Костянтин Олександрович |      | Партія регіонів      | 7-ме      | 12 грудня 2012           | 27 листопада 2014           |
| Дубінін Олександр Іванович      |      | Блок Петра Порошенка | 8-ме      | 27 листопада 2014        | 29 серпня 2019              |
| Лічман Ганна Василівна          |      | Слуга народу         | 9-те      | 29 серпня 2019           |                             |

## Результати виборів

### Парламентські

#### 2019
Кандидати-мажоритарники:
- Лічман Ганна Василівна (Слуга народу)
- Саусь Костянтин Вікторович (Опозиційна платформа — За життя)
- Захорольський Олег Іванович (самовисування)
- Вишневецький Роман Вікторович (самовисування)
- Злючий Сергій Дмитрович (Свобода)
- Плахотнік Олександр Олегович (Батьківщина)
- Мороз Олег Миколайович (самовисування)
- Савенко Анатолій Степанович (Опозиційний блок)
- Іванченко Андрій Григорович (Сила людей)
- Захорольський Олександр Володимирович (самовисування)
- Проскурін Дмитро Олександрович (Сила і честь)
- Дубінін Олександр Іванович (самовисування)
- Підгурський Михайло Іванович (самовисування)
- Біжко Андрій Олександрович (самовисування)
- Синельников Микола Олександрович (Патріот)
- Чехута Максим Петрович (Разом сила)
- Маркосян Сергій Іванович (самовисування)
- Дубінін Андрій Миколайович (самовисування)
- Крайницький Петро Володимирович (самовисування)
- Ротар Євгеній Олександрович (самовисування)

#### 2014
Кандидати-мажоритарники:
- Дубінін Олександр Іванович (Блок Петра Порошенка)
- Захорольський Олег Іванович (самовисування)
- Гузенко Костянтин Олександрович (самовисування)
- Залевський Олександр Юрійович (самовисування)
- Ткаченко Сергій Іванович (Комуністична партія України)
- Дегтярьов Юрій Володимирович (Народний фронт)
- Бенько Світлана Георгіївна (самовисування)
- Голосний Максим Ігоревич (самовисування)
- Плахотнік Олександр Олегович (Батьківщина)
- Зарваницький Юрій Богданович (Радикальна партія)
- Демошенко Сергій Валентинович (самовисування)
- Коваленко Сергій Вікторович (Нова політика)

#### 2012
Кандидати-мажоритарники:
- Гузенко Костянтин Олександрович (Партія регіонів)
- Морохов Гліб Олегович (Батьківщина)
- Храпов Сергій Анатолійович (Комуністична партія України)
- Купрій Віталій Миколайович (самовисування)
- Демішева Олена Вікторівна (УДАР)
- Демошенко Сергій Валентинович (Народна партія)
- Голосний Максим Ігоревич (самовисування)
- Корчевський Ярослав Сільвестрович (самовисування)
- Капінус Валентина Іванівна (самовисування)
- Пучкін Дмитро Михайлович (самовисування)
- Милославський Станіслав Іванович (самовисування)
- Тітов Євген Михайлович (Україна — Вперед!)
- Журавльов Микола Миколайович (самовисування)
- Шех Ігор Миколайович (самовисування)
- Коваленко Сергій Вікторович (Нова політика)

## Явка
Явка виборців на окрузі: